# Jamaica zászlaja
Jamaica zászlaja három színből tevődik össze, úgy, hogy a sárga színű andráskereszt 4 részre metszi el a zászlót, két fekete és két zöld negyedre.
A zöld a remény és a mezőgazdaság színe, a fekete a legyőzött és még legyőzendő nehézségeket szimbolizálja, a sárga szín pedig a természeti erőforrásokat és a gyönyörű napsütést.
A zászlót 1962. augusztus 6-án vonták fel.